# Myctophum affine
Myctophum affine és una espècie de peix de la família dels mictòfids i de l'ordre dels mictofiformes.

## Morfologia
- Els mascles poden assolir 7,9 cm de longitud total.[1][2]

## Reproducció
Les femelles assoleixen la maduresa sexual quan arriben als 4,2 cm de llargària.

## Alimentació
Menja plàncton.

## Depredadors
A Mèxic és depredat per Astronesthes similus.

## Hàbitat
És un peix d'aigües profundes que viu entre 0-600 m de fondària.

## Distribució geogràfica
Es troba a l'Atlàntic oriental (des de Mauritània fins al Corrent d'Angola) i l'Atlàntic occidental (des de Bermuda i el sud del Canadà fins a Florida, el Golf de Mèxic i el sud del Carib).